# Allongement compensatoire
Pour les articles homonymes, voir Allongement.
 (avril 2016).
Si vous disposez d'ouvrages ou d'articles de référence ou si vous connaissez des sites web de qualité traitant du thème abordé ici, merci de compléter l'article en donnant les références utiles à sa vérifiabilité et en les liant à la section « Notes et références ».
En linguistique historique et en phonétique, l'allongement compensatoire est un changement phonétique au cours duquel une voyelle est allongée à la suite d'une perte de la consonne qui la suit, en général dans la même syllabe.
En anglais, par exemple, lorsque le /x/ originel de night (réalisé [ç] dans l'environnement palatal du /i/) a disparu, le /i/ s'est allongé en /iː/ pour compenser cette disparition. Plus tard, le /iː/ s'est diphtongué à cause du grand changement vocalique, devenant ainsi /aɪ/ en anglais moderne. S'il n'y avait pas eu cet allongement compensatoire, le résultat moderne serait /nɪt/.
En français moderne, le mot île vient du latin classique ī(n)sǔla. Ce mot latin a fini par donner, avant l'an mil, la forme /ˈizlə/,. Entre 1000 et 1050 environ, le /z/ a disparu devant consonnes (lesquelles étaient sonores, puisque ayant causé une assimilation du /s/ en /z/), et a ainsi causé allongement compensatoire du /i/ qui précède, on obtient donc /ˈiːlə/, qui donnera plus tard en français ile /ˈil(ə)/, à cause de la suppression de la longueur phonémique. Ainsi, en français moderne, on ne retrouve pas cette longueur compensatoire. On peut cependant voir ses effets dans l'anglais moderne isle /aɪ̯l/, où le /aɪ̯/ est issu d'une voyelle longue /iː/ du moyen anglais, qui s'est transformée du fait du grand changement vocalique. L'anglais isle reflète donc la prononciation /ˈiːlə/ importée en anglais à la conquête normande de l’Angleterre et la naissance de l'anglo-normand après 1066.
L'effacement du /s/ avant consonne a également causé un allongement compensatoire, mais, lui, durant la seconde moitié du XIIe siècle. Le mot français château, par exemple, renvoie au latin castellu(m) lequel a évolué jusqu'au XIIe siècle en /tʃastɛl/. Celui-ci, lorsque le /s/ sa disparu et allongé le /a/ précédent, a donné /tʃaːtɛl/. Le /aː/ résultant de l'allongement compensatoire du /a/ a par la suite évolué en /ɑ/ en français moderne (noté ‹ â ›) ; cet allongement compensatoire a donc créé des paires minimales en français, comme pâte /pɑt/ et patte /pat/.
En grec ancien, l'allongement compensatoire est un phénomène fréquent. Par exemple, le participe aoriste de γιγνώσκω (connaître) donnera au nominatif masculin singulier γνούς < *γνοντ-ς (ου indiquant à l'origine un ō long). εἰμί (être) < * ἐσμι.